# Karel Milan Lambl
Karel Milan Lambl, křtěný Karel Jan (31. ledna 1823 Letiny – 26. dubna 1887 Ostellato), byl český agronom, pedagog, publicista a spisovatel.

## Život
Narodil se v obci Letiny do rodiny Františka Lambla, hospodářského správce letinského velkostatku a lázní. Vyrůstal v početné rodině, měl tři bratry, Františka Sudimíra, Viléma Dušana, Jana Baptistu a sestry Marii (1819), která byla nejstarší a dále pak ještě Barboru (1831), Elišku (1834) a nejmladší Annu (1836). Karel Lambl chodil v rodném městě na tehdejší německou školu, dále pokračoval ve vzdělání v Plzni, kde absolvoval čtyři třídy gymnáza a poté pokračoval v Praze na reálce a studium završil na technice.
V roce 1842 ihned po studiích nastoupil na velkostatek v Peruci k hraběti Františku Hunovi a v roce 1849, byl jmenován učitelem na německé rolnické škole v Libverdě. Zde setrval do roku 1860, kdy odešel do dnešního Chorvatska, kde se stal ředitelem na hospodářské škole v Kříženci. Zde i po dlouhá léta redigoval záhřebský Gospodarski list.
V roce 1874 se vrátil do Čech, kde s bratrem Janem Baptistou založili pomologický sad na usedlosti Lis nedaleko Prahy. V roce 1883 opustil Karel Milan podruhé Čechy a zavítal zpět do Itálie, kde v Gallare a Ostellatě poblíž Ferrari, bylo za jeho zprávy docíleno značně velké úrody obilí a krmiva na vysušeném dně Jaderského moře. Zemřel v italské Ostellatě v roce 1887.
Před rokem 1879 se Karel Milan oženil s Vilemínou Storchovou, měli spolu jediného syna Theodora, který však zemřel v pouhých osmnácti letech.
Během svého plodného života podnikl cesty po Německu, do Švýcarska, Anglii, Skotska a navštívil rovněž i Belgii a Francii.

## Ocenění
- 1873  Řád Františka Josefa V. třída: rytíř

## Literární dílo (odborné)
- 1860 O zvelebování luk, aby těžilo se více a dobré trávné píce[4]
  - Základy chovu a užitku zvířectva hospodářského[5]
  - Rozjímání o nynějším stavu našeho rolnictví, chmelařství a jeho důležitost v dobách nynějších : s ouplným návodem ku zakládání a pěstování chmelnic[6]
- 1861 O chovu dobytka hovězího a o prostředcích ku rozmnožení užitku jeho[7]
- 1862 Koňařství a návod ku zvelebení našeho koňstva[8]
- 1863 Rozjímání o nynějším stavu našeho rolnictví
- 1871 Moja kučica – moja slobodica (vydáno v Chorvatsku)
- 1865 Veškeré nauky lesnické ve prospěch našeho lesnictví, spoluautorství s J. B. Lamblem
- 1872 Chemická technologie hospodářská, spoluautorství s J. B. Lamblem
- 1876 O chovu dobytka hovězího a o prostředcích ku rozmnožení užitku jeho
- 1885 Výnosný chov zvířectva hospodářského[9]